# Thang Long
Thang Long (chữ Hán: 汤隆; bính âm: Tāng Lóng) là một nhân vật hư cấu trong tiểu thuyết Thủy hử. Ở Lương Sơn Bạc, Thang Long là đầu lĩnh thứ 88, được sao Địa Cô Tinh (chữ Hán: 地孤星; tiếng Anh: Solitary Star) chiếu mệnh.

## Ngoại hình
Thang Long cao hơn bảy thước, da mặt sần gai, mũi thẳng dọc dừa.

## Tài năng
Thang Long võ công cao cường, có tài sử dụng song chuỳ.

## Xuất thân
Thang Long xuất thân là thợ rèn. Ông được truyền nghề từ cha mình. Cha ông một lần gặp Lão Trung Kinh Lược, được đề cử làm quan ở phủ Diên An được vài năm thì mất. Thang Long tính mê cờ bạc, sau khi cha mất, ông lưu lạc giang hồ, làm nghề thợ rèn kiếm ăn. Ông có ngoại hiệu là Kim Tiền Báo Tử.

## Tiểu sử
Ở hồi 53, khi Công Tôn Thắng nhờ Lý Quỳ đi mua bánh chay, Lý Quỳ thấy bên đường ồn ào, có người đang múa chuỳ biểu diễn nên chạy vào xem. Thấy Thang Long cầm hai cây chuỳ sắt nặng chừng 30 cân múa rồi đánh trúng hòn đá vỡ nát, Lý Quỳ bèn sấn tới giật chuỳ. Thang Long nổi giận nói rằng nếu Lý Quỳ không múa chuỳ được như ông thì sẽ giáng cho vài đấm vì dám phá đám. Lý Quỳ đồng ý và cầm chuỳ múa lên múa xuống rất điệu nghệ, "tựa hồ như tung đạn tròn, hồi lâu mới đặt xuống, mà tinh thần không có vẻ gì mệt mỏi". Thang Long từ giận dữ chuyển sang thán phục, kết nghĩa anh em với Lý Quỳ rồi cùng đến quán mua bánh cho Công Tôn Thắng.

## Cái chết
Sau khi chiêu an, Thang Long theo Tống Công Minh đi chinh chiến khắp đại giang Nam Bắc, trong hồi 118 của Hậu thủy hử, trong chiến dịch bình Phương Lạp, tại trận triệt phá động Thanh Khê, Thái Phúc cùng Lý Lập, Thang Long bị thương nặng, chạy chữa không khỏi và mất.

## Trong Đãng Khấu Chí
Tại hồi 64, Trương Thanh cùng Thang Long giữ Nhị quan, quân triều đình đánh rất gấp, tình hình vô cùng nguy cấp. Trương Thanh mở cổng giao chiến, bị bắn chết. Quân triều đình tràn lên chém giết, Nhị Quan thất thủ, Thang Long không chống đỡ nổi, bị Vương Tiến đâm chết sau 3 hiệp.

## Trong điện ảnh
Trong phim Thủy hử năm 2011, Thang Long do diễn viên Lưu Dũng thủ vai.
Trong phim Thủy hử anh hùng truyện (phần Kim thương thủ Từ Ninh) năm 2012, Thang Long do diễn viên Tưởng Nhất Minh thủ vai.
Trong phim Thủy hử anh hùng truyện (phần Kim tiền báo tử Thang Long) năm 2014, Thang Long do diễn viên Tào Soái thủ vai.